# قلتة إيسقراسن
قلتة إيسقراسن (Gueltates d’Issakarassene ) من أشهر وأجمل المناطق الرطبة بولاية تمنراست وبالجزائر حيث تمثل فضاءإيكلوجي وسياحي يستقطب العديد من الزواروالسياح حيث تتربع على مساحة 35100هآ وصنفت ضمن إتفاقية رامسار في 02 فيفري 2001

## جغرافيا

### جيولوجيا

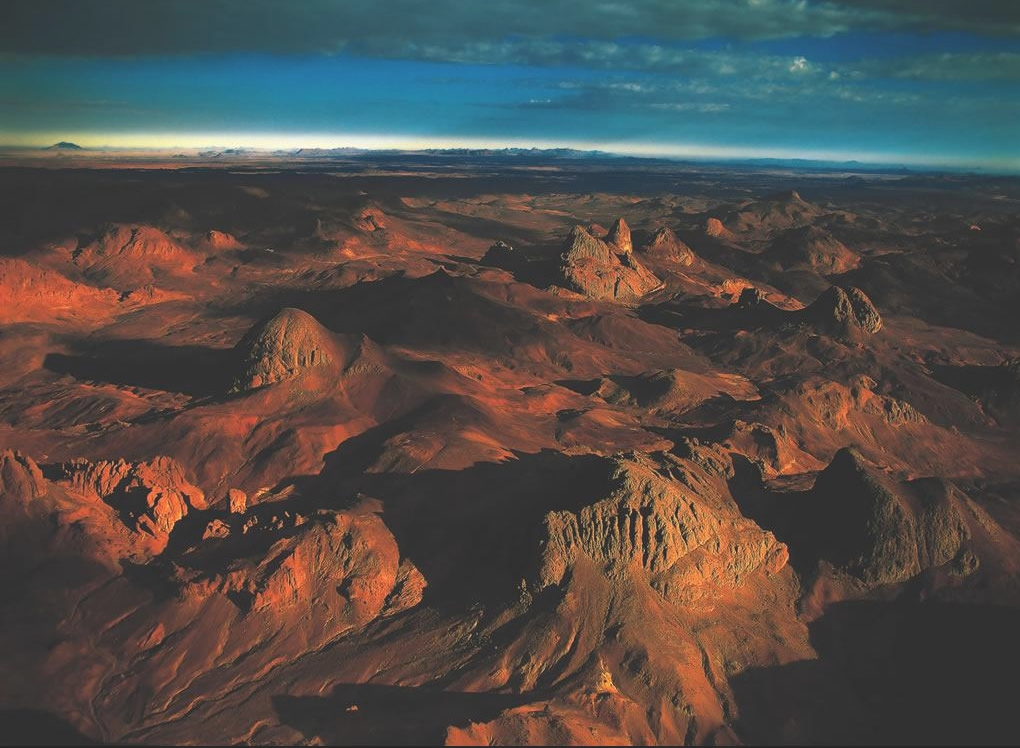
سلسلة آتاكوربالقرب من القلتة

تقع قلتة إيسقراسن على ارتفاع حوالي 2000 متر ، وهي ناتجة عن السد الطبيعي لوادي تيهلاوين الذي قد يكون حفره بسبب تدفق البازلت. حفر الوادي تدفق الحمم البركانية هذا في ممر ضيق حيث توجد سلاسل صغيرة من البرك الصغيرة الدائمة. يتم قطع هذا الخانق بواسطة قمتين بازلتيتين تشكلان شلالات أثناء هطول الأمطار عند سفح كل من هذه المنحدرات توجد بركة دائمة تسمى قلتة.
في الجزء العلوي من الوادي ، يوجد في الجدار البازلت للضفة اليسرى الحجر الجيري الرمادي في جميع الشقوق. عند نقطة واحدة ، عند التقاء واد جانبي ، يوجد عند سفح صخور البازلت شرفة صغيرة من الحجر الجيري تنتشر فوق قاع غريني. تحتوي هذه الترافرتين الرمادية ، التي تلتصق العديد من أجزاء البازلت ، على بصمات وفيرة لسيقان وأوراق فراجميت وسيربوس وجونكوس (ماير ، 1940). تم تحليله بواسطة Gast ، 1965 ، يحتوي ماء القلتة على العناصر الكيميائية التالية بالملجم / لتر: 26 مجم / لتر من الكالسيوم ، 5 مجم / لتر من البوتاسيوم ، 13 مجم / لتر من الكلور ، 19 مجم / لتر من الكبريتات ، 43 مجم / لتر من الكربونات و 7.5 ملجم / لتر من الفوسفور. يتجاوز عمق بعض الجيلاتين من اسقراسين 10 أمتار اعتمادًا على أنواع الفيضانات السابقة.

### مناخ

#### حرارة
الحد الأقصى لمتوسط درجات الحرارة السنوي هو 24.1 درجة مئوية والحد الأدنى للمتوسط هو 19 درجة مئوية

#### تساقط
تتأثر المنطقة بنظام مناخي متوسطي بين نوفمبر وفبراير ومناخ استوائي بين ماي وسبتمبر تهطل الأمطار الغزيرة على شكل عواصف رعدية مع صعود الرياح الموسمية السودانية. متوسط هطول الأمطار السنوي المسجل في أقرب محطة أرصاد جوية ، تقع على ارتفاع 2770 مترًا هو 117.8 ملم.

## وصف
القلتة هي نوع من الأراضي الرطبة خاصة بجبال الهقاروالتاسيلي ، وهي نوع من الأحواض الصخرية أو "حفرة الحفرة" المحفورة في قاع النهر. غالبًا ما توجد الجيلاتين ، الدائمة أو المتقطعة ، على ارتفاع يتراوح بين 1000 و 2000 متر ويمكن أن يتراوح عمقها بين 4 و 15 مترًا.
تلعب الكلاب الدائمة دورًا مهمًا للغاية في حياة بدو الطوارق الرحل في المنطقة وقطعانهم وتعمل كمحطة توقف للطيور المهاجرة التي تعبر الصحراء. إسحاقراسين ، في سلسلة جبال الهقار ، عبارة عن أرض رطبة دائمة تغذيها الينابيع الجوفية الدائمة وأحيانًا مياه الأمطار أيضًا. الموقع هو موطن لتركيز آخر الأمثلة المتبقية لنباتات وحيوانات مزدهرة ذات يوم والتي تكيفت العديد من الأنواع المعتمدة على الأراضي الرطبة للبقاء على قيد الحياة التجفيف التدريجي للصحراء.
الموقع هو موطن لأنواع الأسماك الصحراوية المستوطنة والثدييات المعرضة للخطر مثل:
- الفهد أسينونيكس جوباتوس
- غزال دوركاس
- الأغنام البربرية Ammotragus lervia sahariensis.

العديد من الأنواع النباتية مستوطنة في الصحراء الوسطى:
- Fagonia flamandii
- Myrtus nivellei
- Olea lapperini
- Lavandula antinea.

تدعم المناظر الطبيعية الصخرية `` الشبيهة بالقمر '' نشاطًا بشريًا ضئيلًا باستثناء كونها مصدرًا للمياه للبدو الرحل وحيواناتهم ولا توجد تهديدات كبيرة باستثناء ، ربما ، زيادة محتملة في السياحة والتي تتطلب تنظيمًا.

## وصلة خارجية
- إيسقراسن